# 托马斯·甘兹
托马斯·甘兹（Tomas Ganz），美国医学家、分子生物学家。1976年获得了加州理工学院博士学位，两年后获加州大学洛杉矶分校获医学博士学位。1983年，他在接受肺病和内科培训后成为加州大学洛杉矶分校的一名教师。后来成为大卫·格芬医学院的医学教授。
2001年，他和哈勃-加州大学洛杉矶分校医学中心的同事们报道了从人尿中分离防御型抗菌肽的实验。这种肽被称为铁调素，在肝脏中生产。这种肽属脊椎动物共有，后来在猪、大鼠、比目鱼中均有发现。它不但抗细菌，还能抗真菌。